# Jean-Jacques Vanier
Pour l’article homonyme, voir Vanier.
Jean-Jacques Vanier, né le 6 avril 1954 à Brest, est un acteur et humoriste français.
Actif depuis les années 1970, on le voit apparaître dans La Classe ou sur Rien à cirer.

## Biographie
Arrivé à l’âge de dix-neuf ans à Paris, il est élève au Petit Conservatoire de Mireille. Il se produit pour la première fois dans une pizzéria parisienne, puis participe au festival Juste pour rire à Montréal, avant de monter sur la scène du théâtre du Point-Virgule.
Il participe à une émission de La Classe, sur FR3. Il passe régulièrement dans l'émission Rien à cirer de Laurent Ruquier sur France Inter.
Au cours de la saison 2004-2005, il participe tous les dimanches à l'émission de Kriss Un dimanche par hasard, sur France Inter.
Tout en poursuivant à travers la France sa tournée pour À part ça, la vie est belle, il reprend, du 31 octobre 2006 au 6 janvier 2007 son spectacle L'Envol du pingouin (coécrit avec François Rollin) au Théâtre La Bruyère à Paris. Dans l'Envol du pingouin, Jean-Jacques Vanier emporte son public dans un monde où l'adaptation passe par le gâteau, les seins des filles, les cochons d'Inde et l'œuf à la coque.
En 2007, il prépare un spectacle, toujours en compagnie de François Rollin, ainsi qu'un court-métrage en tant que réalisateur.

## Principaux spectacles
- Mon journal intime
- 2006 : L'Envol du pingouin écrit et mis en scène en collaboration avec François Rollin, Molière du one-man-show ou spectacle de sketches aux Molière seul(e) en scène 2000.
- Comme des étoiles (pièce de Cindy Lou Johnson, qu'il interprète avec Diane Valsonne)
- À part ça la vie est belle (écrit en collaboration avec François Rollin)
- Elles (écrit en collaboration avec François Rollin)
- Festof (écrit en collaboration avec François Rollin)
- 2022 : La Contrebasse de Patrick Süskind (Festival off d'Avignon)
- 2023 : La Brève liaison de maman de Richard Greenberg, mise en scène Isabelle Starkier (Festival off d'Avignon)
- 2023 : La Contrebasse de Patrick Süskind (Le Lucernaire à Paris)
- 2024 : Du charbon dans les veines de Jean-Philippe Daguerre, mise en scène de l'auteur, théâtre Le chien qui fume, festival off d'Avignon

## Filmographie
- 1994 : La Séparation, de Christian Vincent
- 1995 : ...à la campagne, de Manuel Poirier : Gaston
- 1995 : Attention fragile, de Manuel Poirier
- 1997 : Western, de Manuel Poirier : Dr Yvon Le Marrec
- 1998 : J'aimerais pas crever un dimanche, de Didier Le Pêcheur
- 1999 : Confort moderne de Dominique Choisy : Alain
- 2002 : Les Femmes... ou les enfants d'abord..., de Manuel Poirier :  Le gendarme
- 2003 : Tristan, de Philippe Harel
- 2003 : Les Amateurs, de Martin Valente
- 2004 : Illumination, de Pascale Breton : Rudi, le gourou
- 2008 : Les Petits Poucets, de Thomas Bardinet
- 2008 : Le Premier Jour du reste de ta vie, de Rémi Bezançon : Mathias Moreau
- 2015 : Les Châteaux de sable, de Olivier Jahan
- 2020 : Basta capital, de Pierre Zellner
- 2022 : Le Monde d'hier, de Diastème : un député
- 2024 : Joli Joli, de Diastème
- 2024 : Les Cadeaux, de Raphaële Moussafir et Christophe Offenstein

## Collaborations radiophoniques
- Rien à cirer sur France Inter de 1992 à 1995
- Le Fou du roi sur France Inter de septembre 2010 à juin 2011[3]
- Les Affranchis sur France Inter de 2011 à 2012

## Publications
- Vive les vacances ! Chiflet & Cie, 2009  (ISBN 978-2-35164-081-4)
- L'Envol du pingouin, coécrit avec François Rollin, Éditions Camino Verde, 2021, 56 p.  (ISBN 9791090267541)
- À part ça, la vie est belle, coécrit avec François Rollin, Éditions Camino Verde, 2021, 48 p.  (ISBN 9791090267558)